# Сараджішвілі (станція метро)
41°46′59″ пн. ш. 44°47′56″ сх. д. / 41.78306° пн. ш. 44.79889° сх. д.
«Сараджішвілі» (груз. სარაჯიშვილი) — станція Ахметелі-Варкетільської лінії Тбіліського метрополітену, розташовується між станціями «Ахметеліс театрі» і «Гурамішвілі». Відкрита 7 січня 1989 .
Назва до 1992 року — «Гурамішвілі» (груз. გურამიშვილი), була передана сусідній станції.
Оздоблення станції виконано у світлих кольорах. На стелі змонтовані монітори.
Конструкція станції — колоннатрипрогінна глибокого закладення. Похилий хід тристрічковий, починається з південного торця станції.

## Ресурси Інтернету
- Тбіліський метрополітен [Архівовано 19 травня 2014 у Wayback Machine.](англ.)
- Тбіліський метрополітен(груз.)